# Squadra israeliana di Coppa Davis
La squadra israeliana di Coppa Davis (in ebraico נבחרת גביע דייוויס של ישראל‎?) rappresenta Israele nella Coppa Davis, ed è posta sotto l'egida della Israel Tennis Association.
La squadra partecipa alla competizione dal 1949, ed il suo miglior risultato fino ad oggi consiste nel raggiungimento delle semifinali nell'edizione del 2009, dove venne sconfitta dalla Spagna, poi vincitrice del torneo.

## Organico 2024
Vengono di seguito illustrati i convocati per ogni singolo turno della Coppa Davis 2024. A sinistra dei nomi la nazione affrontata e il risultato finale. Fra parentesi accanto ai nomi, il ranking del giocatore nel momento della disputa degli incontri (la "d" indica che il ranking corrisponde alla specialità del doppio).
| Qualificazioni Gruppo Mondiale | Qualificazioni Gruppo Mondiale                                                                    | Qualificazioni Gruppo Mondiale | Qualificazioni Gruppo Mondiale |
| Rep. Ceca (0-4)                | Yishai Oliel (415) Orel Kimhi (456) Daniel Cukierman (465) Edan Leshem (672) Roy Stepanov (333 d) |                                |                                |
| ------------------------------ | ------------------------------------------------------------------------------------------------- | ------------------------------ | ------------------------------ |

| Gruppo I - Turno principale | Gruppo I - Turno principale                                                                      | Gruppo I - Turno principale | Gruppo I - Turno principale |
| Ucraina (3-1)               | Yishai Oliel (463) Daniel Cukierman (508) Orel Kimhi (611) Amit Vales (975) Roy Stepanov (301 d) |                             |                             |
| --------------------------- | ------------------------------------------------------------------------------------------------ | --------------------------- | --------------------------- |

## Risultati
= Incontro del Gruppo Mondiale

### 2010-2019
| Anno | Turno                      | Data            | Sede                 | Avversario | Punteggio | Esito     |
| ---- | -------------------------- | --------------- | -------------------- | ---------- | --------- | --------- |
| 2010 | Gruppo Mondiale, 1º turno  | 6-8 marzo       | Coquimbo (CHL)       | Cile       | 1–4       | Sconfitta |
| 2010 | Spareggi Gruppo Mondiale   | 16-19 settembre | Tel Aviv (ISR)       | Austria    | 2–3       | Sconfitta |
| 2011 | Gruppo I, 2º turno         | 4-6 marzo       | Ramat HaSharon (ISR) | Polonia    | 3–2       | Vittoria  |
| 2011 | Spareggi Gruppo Mondiale   | 16-18 settembre | Ramat HaSharon (ISR) | Canada     | 2–3       | Sconfitta |
| 2012 | Gruppo I, 2º turno         | 6-8 aprile      | Ramat HaSharon (ISR) | Portogallo | 3–2       | Vittoria  |
| 2012 | Spareggi Gruppo Mondiale   | 14-16 settembre | Tokyo (JPN)          | Giappone   | 3–2       | Vittoria  |
| 2013 | Gruppo Mondiale, 1º turno  | 1-3 febbraio    | Rouen (FRA)          | Francia    | 0–5       | Sconfitta |
| 2013 | Spareggi Gruppo Mondiale   | 12-15 settembre | Anversa (BEL)        | Belgio     | 2–3       | Sconfitta |
| 2014 | Gruppo I, 2º turno         | 4-6 aprile      | Portorose (SVN)      | Slovenia   | 3–1       | Vittoria  |
| 2014 | Spareggi Gruppo Mondiale   | 12-14 settembre | Sunrise (USA)        | Argentina  | 2–3       | Sconfitta |
| 2015 | Gruppo I, 2º turno         | 6-8 marzo       | Sibiu (ROU)          | Romania    | 0–5       | Sconfitta |
| 2015 | Gruppo I, Playoff 1º turno | 17-19 luglio    | Tel Aviv (ISR)       | Slovenia   | 3–2       | Vittoria  |
| 2016 | Gruppo I, 2º turno         | 4-6 marzo       | Budapest (HUN)       | Ungheria   | 2–3       | Sconfitta |
| 2016 | Gruppo I, Playoff 2º turno | 28-30 ottobre   | Ramat HaSharon (ISR) | Svezia     | 3–1       | Vittoria  |
| 2017 | Gruppo I, 1º turno         | 3-5 febbraio    | Portogallo (PRT)     | Portogallo | 0–5       | Sconfitta |
| 2017 | Gruppo I, Playoff 1º turno | 15-17 settembre | Ramat HaSharon (ISR) | Ucraina    | 0–5       | Sconfitta |
| 2017 | Gruppo I, Playoff 2º turno | 27-29 ottobre   | Ramat HaSharon (ISR) | Romania    | 5–0       | Vittoria  |
| 2018 | Gruppo I, 1º turno         | 3-5 febbraio    | Centurion (ZAF)      | Sudafrica  | 3–2       | Vittoria  |
| 2018 | Gruppo I, 2º turno         | 5-7 aprile      | Ostrava (CZE)        | Rep. Ceca  | 1–3       | Sconfitta |
| 2019 | Gruppo I, Playoff          | 13-14 settembre | Svezia (SWE)         | Svezia     | 1–3       | Sconfitta |

### 2020-2029
| Anno | Turno                               | Data            | Sede           | Avversario | Punteggio | Esito     |
| ---- | ----------------------------------- | --------------- | -------------- | ---------- | --------- | --------- |
| 2020 | Gruppo Mondiale I, Playoff          | 6-7 marzo       | Adalia (TUR)   | Turchia    | 3–1       | Vittoria  |
| 2021 | Gruppo Mondiale I, Turno principale | 5-6 marzo       | Kiev (UKR)     | Ucraina    | 2–3       | Sconfitta |
| 2022 | Gruppo Mondiale I, Playoff          | 4-5 marzo       | Ashdod (ISR)   | Sudafrica  | 3–1       | Vittoria  |
| 2022 | Gruppo Mondiale I, Turno principale | 16-17 settembre | Tel Aviv (ISR) | Rep. Ceca  | 1–3       | Sconfitta |
| 2023 | Gruppo Mondiale I, Playoff          | 4-5 febbraio    | Riga (LVA)     | Lettonia   | 3–2       | Vittoria  |
| 2023 | Gruppo Mondiale I, Turno principale | 16-17 settembre | Tel Aviv (ISR) | Giappone   | 3–2       | Vittoria  |
| 2024 | Qualificazioni Gruppo Mondiale      | 3-4 febbraio    | Třinec (CZE)   | Rep. Ceca  | 0–4       | Sconfitta |
| 2024 | Gruppo Mondiale I, Turno principale | 13-14 settembre | Larnaca (CYP)  | Ucraina    | 3–1       | Vittoria  |

## Statistiche giocatori
Di seguito la classifica dei tennisti israeliani con almeno una partecipazione in Coppa Davis, ordinati in base al numero di vittorie. In caso di parità si tiene conto del maggior numero di incontri disputati; in caso di ulteriore parità viene dato più valore agli incontri in singolare; come quarto e ultimo criterio viene considerata la data d'esordio. In grassetto quelli tuttora in attività.

Aggiornato alla Coppa Davis 2024 (Israele-Ucraina 3-1).
| #  | Tennista          | Singolare | Doppio | Totale |
| -- | ----------------- | --------- | ------ | ------ |
| 1  | Shlomo Glickstein | 31-13     | 13-9   | 44-22  |
| 2  | Jonathan Erlich   | 1-0       | 27-12  | 28-12  |
| 3  | Dudi Sela         | 23-25     | 3-5    | 26-30  |
| 4  | Harel Levy        | 20-16     | 3-4    | 23-20  |
| 5  | Andy Ram          | 3-5       | 20-7   | 23-12  |
| 6  | Amos Mansdorf     | 18-17     | 4-8    | 22-25  |
| 7  | Shahar Perkiss    | 6-8       | 12-5   | 18-13  |
| 8  | Eleazar Davidman  | 12-20     | 5-12   | 17-32  |
| 9  | Noam Okun         | 16-15     | 1-1    | 17-16  |
| 10 | Gilad Bloom       | 10-17     | 3-5    | 13-22  |
| 11 | Meir Wertheimer   | 6-4       | 5-6    | 11-10  |
| 12 | Daniel Cukierman  | 5-7       | 6-3    | 11-10  |
| 13 | Amir Weintraub    | 10-6      | 0-0    | 10-6   |
| 14 | Eyal Erlich       | 5-3       | 4-4    | 9-7    |
| 15 | Josef Stabholz    | 3-15      | 4-5    | 7-20   |
| 16 | Edan Leshem       | 6-11      | 1-3    | 7-14   |
| 17 | Yshai Oliel       | 7-5       | 0-1    | 7-6    |
| 18 | Noam Behr         | 2-4       | 4-3    | 6-7    |
| 19 | Yehoshua Shalem   | 5-15      | 0-1    | 5-16   |
| 20 | Eyal Ran          | 4-9       | 1-1    | 5-10   |
| 21 | Amir Hadad        | 3-5       | 2-2    | 5-7    |
| 22 | Steve Krulevitz   | 4-3       | 0-2    | 4-5    |

| #  | Tennista           | Singolare | Doppio | Totale |
| -- | ------------------ | --------- | ------ | ------ |
| 23 | David Schneider    | 1-3       | 3-2    | 4-5    |
| 24 | Arie Avidan-Weiss  | 0-16      | 2-5    | 2-21   |
| 25 | Gabriel Dubitzky   | 1-9       | 1-4    | 2-13   |
| 26 | Ilan Sher          | 1-0       | 1-0    | 2-0    |
| 27 | Ian Froman         | 0-0       | 1-4    | 1-4    |
| 28 | Ben Patael         | 0-2       | 1-0    | 1-2    |
| 29 | Felix Kaplan       | 1-1       | 0-0    | 1-1    |
| 30 | Lior Mor           | 1-1       | 0-0    | 1-1    |
| 31 | Mor Bulis          | 1-1       | 0-0    | 1-1    |
| 32 | Ruben Porges       | 0-0       | 1-1    | 1-1    |
| 33 | Raviv Weidenfeld   | 1-0       | 0-0    | 1-0    |
| 34 | Bar Tzuf Botzer    | 0-4       | 0-1    | 0-5    |
| 35 | Yehuda Finkelkraut | 0-2       | 0-2    | 0-4    |
| 36 | Oded Shay          | 0-2       | 0-0    | 0-2    |
| 37 | Ron Lehrner        | 0-2       | 0-0    | 0-2    |
| 38 | Mordechai Apel     | 0-1       | 0-1    | 0-2    |
| 39 | David Asz          | 0-1       | 0-1    | 0-2    |
| 40 | Haim Arlozorov     | 0-1       | 0-0    | 0-1    |
| 41 | Dekel Valtzer      | 0-1       | 0-0    | 0-1    |
| 42 | Orel Kimhi         | 0-1       | 0-0    | 0-1    |
| 43 | Rafael Gornitsky   | 0-0       | 0-1    | 0-1    |
| 44 | Roy Stepanov       | 0-0       | 0-1    | 0-1    |

## Andamento
La seguente tabella riflette l'andamento della squadra dal 1990 ad oggi.
| Pos.           | 90 | 91 | 92 | 93 | 94 | 95 | 96 | 97 | 98 | 99 | 00 | 01 | 02 | 03 | 04 | 05 | 06 | 07 | 08 | 09 | 10 | 11 | 12 | 13 | 14 | 15 | 16 | 17 | 18 | 19 | 21 | 22 | 23 | 24 |
| -------------- | -- | -- | -- | -- | -- | -- | -- | -- | -- | -- | -- | -- | -- | -- | -- | -- | -- | -- | -- | -- | -- | -- | -- | -- | -- | -- | -- | -- | -- | -- | -- | -- | -- | -- |
| Campione       |    |    |    |    |    |    |    |    |    |    |    |    |    |    |    |    |    |    |    |    |    |    |    |    |    |    |    |    |    |    |    |    |    |    |
| Finalista      |    |    |    |    |    |    |    |    |    |    |    |    |    |    |    |    |    |    |    |    |    |    |    |    |    |    |    |    |    |    |    |    |    |    |
| SF             |    |    |    |    |    |    |    |    |    |    |    |    |    |    |    |    |    |    |    |    |    |    |    |    |    |    |    |    |    |    |    |    |    |    |
| QF             |    |    |    |    |    |    |    |    |    |    |    |    |    |    |    |    |    |    |    |    |    |    |    |    |    |    |    |    |    |    |    |    |    |    |
| OF             |    |    |    |    |    |    |    |    |    |    |    |    |    |    |    |    |    |    |    |    |    |    |    |    |    |    |    |    |    |    |    |    |    |    |
| Qualificazioni | x  | x  | x  | x  | x  | x  | x  | x  | x  | x  | x  | x  | x  | x  | x  | x  | x  | x  | x  | x  | x  | x  | x  | x  | x  | x  | x  | x  | x  |    |    |    |    |    |
| Gruppo I       |    |    |    |    |    |    |    |    |    |    |    |    |    |    |    |    |    |    |    |    |    |    |    |    |    |    |    |    |    |    |    |    |    |    |
| Gruppo II      |    |    |    |    |    |    |    |    |    |    |    |    |    |    |    |    |    |    |    |    |    |    |    |    |    |    |    |    |    |    |    |    |    |    |
| Gruppo III     | x  | x  |    |    |    |    |    |    |    |    |    |    |    |    |    |    |    |    |    |    |    |    |    |    |    |    |    |    |    |    |    |    |    |    |
| Gruppo IV      | x  | x  | x  | x  | x  | x  | x  |    |    |    |    |    |    | x  |    |    |    |    |    |    | x  | x  | x  | x  | x  | x  | x  | x  | x  | x  | x  |    |    |    |

Legenda
- Campione: La squadra ha conquistato la Coppa Davis.
- Finalista: La squadra ha disputato e perso la finale.
- SF: La squadra è stata sconfitta in semifinale.
- QF: La squadra è stata sconfitta nei quarti di finale.
- OF: La squadra è stata sconfitta negli ottavi di finale (1º turno). Dal 2019 sostituito dal Round Robin.
- Qualificazioni: La squadra è stata sconfitta al turno di qualificazione. Istituito nel 2019.
- Gruppo I: La squadra ha partecipato al Gruppo I della propria zona di appartenenza.
- Gruppo II: La squadra ha partecipato al Gruppo II della propria zona di appartenenza.
- Gruppo III: La squadra ha partecipato al Gruppo III della propria zona di appartenenza.
- Gruppo IV: La squadra ha partecipato al Gruppo IV della propria zona di appartenenza.
- x: Ove presente, la x indica che in quel determinato anno, il Gruppo in questione non è esistito.